# 戟形扇蕨
戟形扇蕨（学名：Neocheiropteris waltonii），为水龙骨科扇蕨属下的一个植物种。